# Volcán de Tinamar
Il Volcán de Tinamar è un traghetto appartenente alla compagnia di navigazione Naviera Armas.

## Servizio
Varato il 21 gennaio 2011 nel cantiere navale Astilleros Hijos de J. Barreras di Vigo con il nome di Volcán de Tinamar e consegnato il 7 giugno successivo alla Naviera Armas, prende servizio il 29 giugno nei collegamenti tra le Isole Canarie.
Il 28 maggio 2012 viene trasferito nei collegamenti tra Motril e Melilla. Successivamente torna in servizio nei collegamenti tra Santa Cruz de Tenerife, Las Palmas de Gran Canaria e Arrecife, dove opera tutt'oggi.

## Navi gemelle
- Ciudad de Barcelona